# Nuez de Ebro (kommunhuvudort)
Nuez de Ebro är en kommunhuvudort i Spanien.   Den ligger i provinsen Provincia de Zaragoza och regionen Aragonien, i den nordöstra delen av landet, 280 km nordost om huvudstaden Madrid. Nuez de Ebro ligger 182 meter över havet och antalet invånare är 637.
Terrängen runt Nuez de Ebro är platt åt nordost, men åt sydväst är den kuperad. Nuez de Ebro ligger nere i en dal. Runt Nuez de Ebro är det glesbefolkat, med 16 invånare per kvadratkilometer. Närmaste större samhälle är Zaragoza, 18,9 km väster om Nuez de Ebro. Trakten runt Nuez de Ebro består till största delen av jordbruksmark.